# Brot und Schokolade
Die italienische Filmkomödie Brot und Schokolade (Originaltitel: Pane e cioccolata) aus dem Jahr 1974 erzählt von den Widrigkeiten des Lebens eines italienischen Gastarbeiters in der Schweiz. Gespielt wird er von Nino Manfredi unter der Regie von Franco Brusati. Film und Hauptdarsteller erhielten den italienischen Filmpreis David di Donatello, an den Filmfestspielen in Berlin gab es den Silbernen Bären für das Werk. Die New Yorker Filmkritiker kürten Brot und Schokolade mit etwas Verzögerung 1978 zum Besten fremdsprachigen Film.

## Handlung
Wegen schlechter Beschäftigungsmöglichkeiten in seiner Heimat ist der Italiener Nino als Saisonnier in die Schweiz gekommen. Frau und Kinder kann er noch nicht nachkommen lassen, seine Aufenthaltsbewilligung hängt davon ab, ob er einen Arbeitsvertrag erhält. Er arbeitet als Kellner in einem vornehmen Restaurant am Murtensee. Dabei konkurriert er mit einem gleichfalls provisorisch angestellten Türken; der Betreiber des Lokals behält sich noch die Entscheidung vor, wen von den beiden er dauerhaft anstellt. Sie fällt, als die Polizei zu ihm kommt. Nino hat sich in der Öffentlichkeit an einer Mauer von seiner Notdurft erleichtert, und jemand hat ihn dabei fotografiert.
Er wendet sich an einen italienischen Millionär, den er im Restaurant bedient hat. Dieser ist ein Migrant der anderen Art und auf der Flucht vor dem italienischen Fiskus. Da ihn seine Frau hintergeht und seine Kinder sich nicht um ihn scheren, fühlt er so wie Nino Einsamkeit und Heimweh. Er stellt Nino als seinen neuen Diener ein. Schon am ersten Morgen, an dem Nino ihm das Frühstück serviert, ist sein Imperium allerdings bankrott. Er hat Tabletten genommen und stirbt. Wieder steht Nino auf der Straße. Er kommt vorübergehend bei seiner ehemaligen Nachbarin Elena unter, einer Griechin, die mit ihrem Sohn wegen der Obristen ins Exil gegangen ist. Zur Rückreise entschlossen geht er an den Bahnhof, wo ihm ein Landsmann das Angebot zur Beschäftigung auf dem Land macht. Es handelt sich um eine Hühnerzucht. Die Arbeiter hausen in einem notdürftig zu Wohnungszwecken umfunktionierten Stall und gackern, als seien sie irregeworden. Von dort haben sie Ausblick auf eine Flussstelle, an der die Kinder des Chefs und ihre Freunde, allesamt blonde Jünglinge und Mädchen, baden. Nino färbt sich die Haare blond und wird in der Stadt freundlich und entgegenkommend behandelt. In einer Bar wird ein Fußballspiel der italienischen Nationalmannschaft übertragen. Beim ersten Tor der Azzurri vermag Nino seinen Jubel nicht lange zu unterdrücken, und man wirft ihn raus. Wieder steht er mit dem Koffer am Bahnhof. Elena erreicht ihn kurz vor der Abfahrt. Ihr künftiger Gatte, ein Schweizer Polizist, hat ihm eine Aufenthaltsbewilligung besorgt. Nino ist des Hin-und-Hers müde und lässt die enttäuschte Elena zurück. In seinem Zugabteil sind weitere Italiener, die Lieder von Heimat, Sonne und Meer anstimmen. Doch Nino wird klar, dass er das vollkommen satt hat. Als der Zug in den Lötschbergtunnel einfährt, zieht er die Notbremse und läuft zurück.

## Zum Werk
Brot und Schokolade handelt von Hoffnung und Verzweiflung der Migranten und von der Gleichgültigkeit und Feindseligkeit der Einheimischen, denen sie begegnen. Brusati wirft einen satirischen Blick auf beide Nationen. Die Schweizer werden in ihrer Sauberkeit und ihrem Sinn für Ordnung und Eigentum karikiert, die Italiener für ihre Zerrüttung und ihre Minderwertigkeitskomplexe. Die starke Stilisierung beginnt schon damit, dass die Schweizer untereinander Hochdeutsch anstelle von Mundart sprechen (und von Italienern gespielt werden). Nino empfindet eine Zerrissenheit zwischen einem Italien, das er nicht will, und einer Schweiz, die ihn nicht will. Die Italiener erscheinen ihm armselig, hässlich und dreckig, die Schweizer schön, sauber und reich. Nachdem er ein „Nacktbad der blonden Siegfriede und Walküren schweizerischen Geblüts“ beobachtet hat, möchte er sich unter die „nordische“ Bevölkerung mischen. Wie die meisten Filmen der Commedia all’italiana, findet auch Brot und Schokolade kein heiteres Ende: Die letzte Szene löst Ninos Zerrissenheit zwischen zwei Kulturen nicht auf.
Der Film spielte in Italien über 1.200 Millionen Lire ein und war damit der achterfolgreichste einheimische Film des Jahres. Gemäß der film-dienst-Kritik von 1979 erzähle Brusati im Stil amerikanischer Grotesken und setze auf das Spiel seines Hauptdarstellers. Der Film sei „humorvoll verpackt und doch mit manch bitterer Wahrheit“. Vermilye (1994) sprach in einem Buch über die besten italienischen Filme von einer „bittersüßen Dramödie“ und einer Satire auf Klassenvorurteile und kulturelle Schranken. In seiner Monografie über die Commedia all’italiana lobte Fournier Lanzoni den Film als ansprechende Darstellung von Einsamkeit und Nostalgie. Brusati finde Gleichgewicht zwischen verschiedenen Abstufungen des Humors, nämlich dem Grotesken, einem körperlichen Slapstick, und der Kunst des Überlebens.